# 仙台短篇映画祭
ショートピース! 仙台短篇映画祭（せんだいたんぺんえいがさい）は、宮城県仙台市のせんだいメディアテークで開催されている短篇映画を中心とした映画祭。新しい才能の支援も目指し、毎年作品公募を行っている。

## 経緯
1996年（平成8年）に仙台市青年文化センターで開催された「ユースシネマフォーラム」を機に設立された仙台ムービーアクトプロジェクトを母体として仙台短篇映画祭実行委員会が立ち上げられ、2001年（平成13年）から仙台短篇映画祭が開催されている。
2002年（平成14年）、2003年（平成15年）はコンペティション形式だったが、2004年（平成16年）からは順位付けよりも映画についての交流の場を作ることを重視し、作品を上映と共に、映画監督（2004年塩田明彦監督、2005年篠原哲雄監督、2006年古厩智之監督、2007年長尾直樹監督）をコメンテーターとして招き、上映作品の監督、観客を交えトークセッションを行っている。
2008年（平成20年）は、開催日程が重なる仙台クラシックフェスティバルとの間で共同企画が行われた。

## 開催実績
毎年9-10月に開催。作品募集は1月から4月末まで行われる。
| 回 | 開催年月日           | 上映本数 | 備考 |
| -- | -------------------- | -------- | ---- |
| 1  | 2001年9月23日～25日  | 32本     |      |
| 2  | 2002年9月21日～23日  | 42本     |      |
| 3  | 2003年10月11日～13日 | 46本     |      |
| 4  | 2004年9月18日～20日  | 10本     |      |
| 5  | 2005年9月23日～25日  | 39本     |      |
| 6  | 2006年9月16日～18日  | 41本     |      |
| 7  | 2007年9月21日～24日  | 36本     |      |
| 8  | 2008年10月11日～13日 | 33本     |      |
| 9  | 2009年9月19日～22日  | 21本     |      |